# Pinus leiophylla
Pinus leiophylla Schiede ex Schltdl. & Cham. – gatunek drzewa iglastego z rodziny sosnowatych (Pinaceae). Sosna ta występuje naturalnie głównie w Meksyku oraz, w niewielkim stopniu i tylko odmiana chihuahuana, w USA. Poza tym została rozpowszechniona na różnych kontynentach, zwłaszcza w Afryce. Rośnie w umiarkowanym tempie, a jej drewno jest żywiczne, stosunkowo gęste i twarde. Cechuje ją, niespotykany u innych sosen Ameryki Łacińskiej, trzyletni okres dojrzewania szyszek.

## Rozmieszczenie geograficzne
Zasięg gatunku w obrębie Meksyku rozciąga się od stanu Chihuahua do Oaxaca (między 17° a 29° szerokości geograficznej północnej), wzdłuż pasm górskich Sierra Madre Zachodnia i Sierra Madre Południowa. Stanowiska znajdują się w stanach: Sonora, Chihuahua, Durango, Nayarit, Zacatecas, Jalisco, Michoacán, Meksyk wraz z miastem, Hidalgo, Morelos, Tlaxcala, Puebla, Veracruz, Guerrero oraz Oaxaca.
Niewielki zasięg w USA obejmuje południowo-wschodnią Arizonę oraz południowo-zachodni Nowy Meksyk.
Jako roślina użytkowa została rozpowszechniona w wielu krajach, gdzie sadzona jest ze względu na dostarczany surowiec drzewny oraz odporność na suszę, pożary i mróz. Gatunek introdukowany został na Kubę i Hawaje, do Chile, Queensland w Australii, Indii, a zwłaszcza do szeregu krajów afrykańskich: Angoli, Kamerunu, Demokratycznej Republiki Konga, Malawi, Kenii, Tanzanii, Ugandy, Zambii, Zimbabwe, RPA oraz na Madagaskar.

## Morfologia

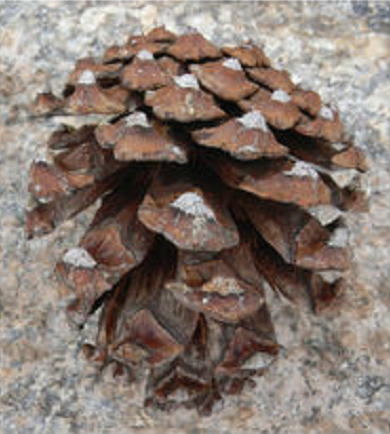
Szyszka var. chihuahuana

PokrójDrzewiasty, korona drzewa zaokrąglona. Wykształca zarówno okazy o silnym pojedynczym pniu, jak i niskie, z wieloma krzywymi pniami i licznymi gałęziami.
Pień i pędyDorasta do 15–35 m wysokości (9–24 m u odmiany chihuahuana) i 20–85 cm średnicy. Zazwyczaj jest pojedynczy i do 60% swojej wysokości pozbawiony gałęzi. Kora jest ciemna, szarobrązowa, gruba (2,3–3,8 cm u odmiany chihuahuana) i spękana na podłużne i nieregularne płaty. Na gałęziach i u młodych drzew kora jest czerwonobrązowa do szarobrązowej i łuszczy się. Gałęzie są długie i wiotkie, rozpostarte do podnoszących się. Pąki są drobne, owalne i nieokryte żywicą.
LiścieNiebiesko- i szarozielone (jasnozielone u odmiany chihuahuana), sztywne igły wyrastają po 5 na krótkopędach, rzadko po 3–4, bardzo rzadko po 2 lub 6 (u odmiany chihuahuana zwykle po 3 igły na krótkopędzie). Pokryte są dookoła szparkami. Za młodu otulone są szybko odpadającą, pochewką długości do 1 cm. Osiągają (4)8–15(17) cm długości i 0,5–1,3(1,5) mm szerokości. Na brzegach igły są drobno, ale wyraźnie piłkowane. Na szczycie krótko zaostrzone. Utrzymują się na pędach przez dwa sezony wegetacyjne.
SzyszkiKwiatostany męskie są żółto-różowe (po dojrzeniu jasnobrązowe), skupione w krótkich, zbitych klastrach, przy końcach pędów. Mają cylindryczny kształt i dorastają do rozmiarów 10–15(20) × 4-6 mm. Szyszki żeńskie wyrastają pojedynczo lub w okółkach po 2–7, na szypułkach o długości 5–15(20) mm. U odmiany chihuahuana są zielone, dojrzewając stają się jasnobrązowe. Dojrzałe szyszki są jajowate, niemal symetryczne. Dojrzewają w trzecim roku. Po otwarciu mają (4)5–7(8) cm długości i (3)4–5,5 cm szerokości. W szyszce znajduje się 50–70 łusek nasiennych. Apofiza łuski jest nieco wzniesiona lub spłaszczona, brązowa, romboidalna do owalnej, o szerokości do 15 mm, z okazałym, tępym i ciemnym wyrostkiem. Nasiona są jajowate, o długości 3–4(5) mm, szarobrązowe z ciemnymi plamkami, opatrzone skrzydełkiem o długości 1–1,8 cm.

## Biologia

### Anatomia
W liściu znajdują się dwie wiązki przewodzące i 2–6 kanałów żywicznych. Linie aparatów szparkowych widoczne są po 4–8 na grzbietowej stronie liścia i po 3–4 na spodniej stronie. Drewno P. leiophylla jest stosunkowo gęste (0,44–0,51 kg/m³), ciężkie i twarde. Drewno jest ponadto bardzo żywiczne, z jasnobrązową twardzielą.

### Rozwój
Pinus leiophylla jest drzewem jednopiennym. Kwitnienie następuje od maja do czerwca. Pyłek roznoszony jest przez wiatr (anemogamia). Szyszki dojrzewają w trzecim roku od zapylenia (jesienią). Uwalnianie nasion następuje od grudnia do stycznia lub lutego. Szyszki po otwarciu pozostają na drzewie przez kilka lat. Część szyszek, tzw. opóźnionych, może pozostawać na drzewie zamknięta przez 5 lub więcej lat lub stopniowo uwalniać nasiona.
Jedna szyszka zawiera średnio 13 zdrowych nasion (od 11 do 18). Zdrowe nasiona stanowią 15–20% nasion w szyszce. W jednym kilogramie mieści się średnio 85 tysięcy nasion (waga jednego nasiona to około 0,01 g).
Rośnie w umiarkowanym tempie. Odmiana typowa osiąga wiek reprodukcyjny w ciągu 5–6 lat, podczas gdy odmiana chihuahuana zaczyna wytwarzać nasiona w wieku 28–30 lat. P. leiophylla zazwyczaj tworzy szyszki co rok, przy czym obficie obradza co 3–5 lat, zaś odmiana chihuahuana co 2–4 lata.
Siewki var. chuhuahuana są wrażliwe na intensywne nasłonecznienie i gorąco. Młode drzewa, do momentu osiągnięcia wysokości ponad 6 m, tolerują zacienienie przez dęby i jałowce.

### Genetyka
Liczba chromosomów 2n wynosi 24.

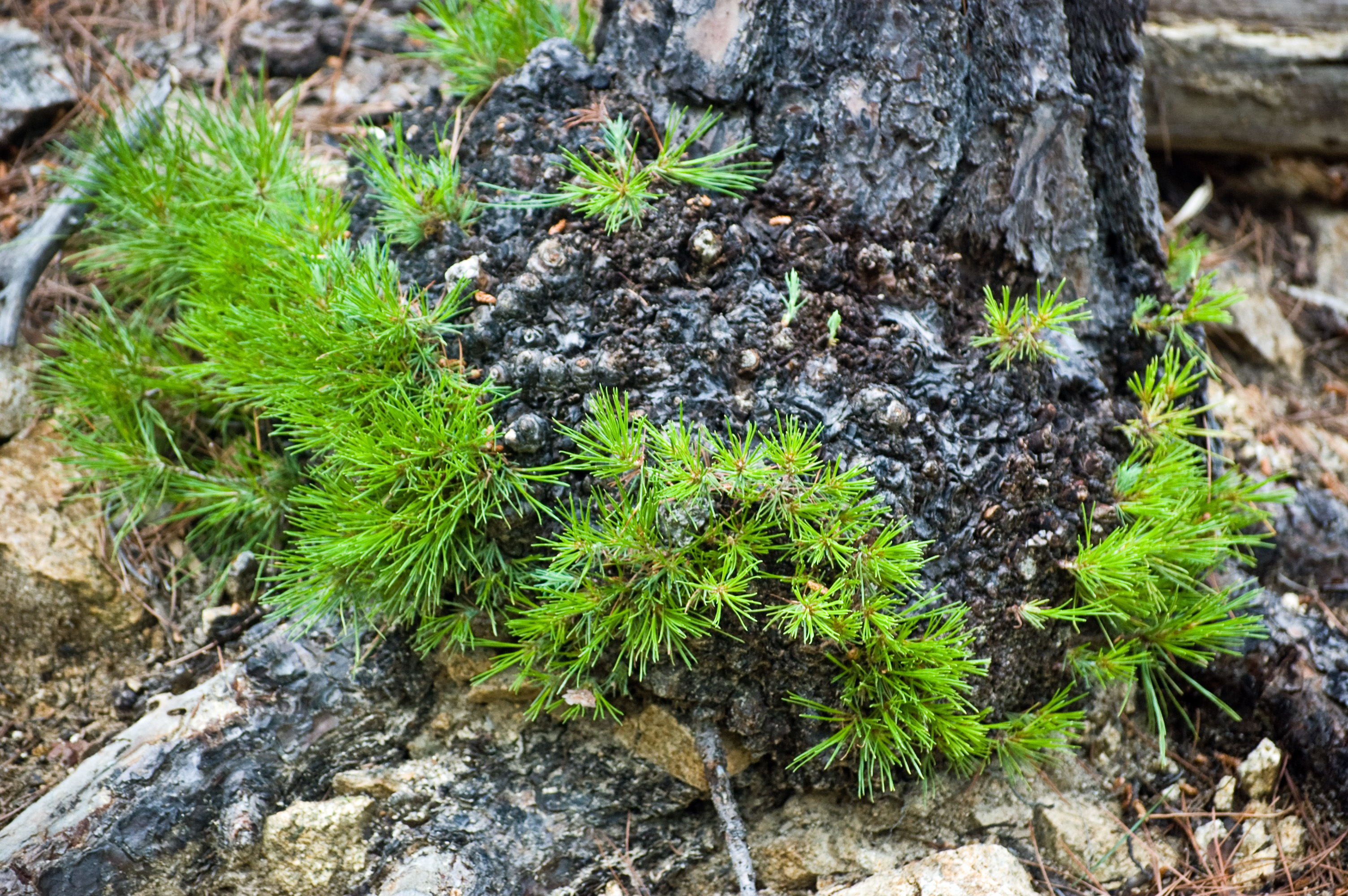
Odrosty var. chihuahuana, Madera Canyon, Arizona

### Przystosowania do pożarów
Gatunek posiada kilka cech, które uznawane są za adaptacje do pożarów lasu, przy określonym cyklu ich zachodzenia i intensywności. Do cech adaptacyjnych gatunku zalicza się: zdolność do odnawiania się po ścięciu lub spaleniu (przez wypuszczenie nowych pędów z pniaka lub korzenia) oraz opóźnione uwalnianie części nasion. Szyszki pozostają na drzewie przez lata, część zamknięta, ale większość otwiera się spontanicznie po dojrzeniu, bez dodatkowych bodźców. Nasiona wysypują się w ciągu kilku tygodni, przy czym część szyszek zachowuje ich trochę i uwalnia z opóźnieniem. Pinus leiophylla rośnie na nisko do umiarkowanie produktywnych siedliskach, na których występują intensywne pożary niszczące drzewostan, zachodzące z przewidywalną, niską do średniej, częstotliwością. W środkowym Meksyku rośnie w lasach sosnowo-dębowych, w których trawiasty podszyt pali się okresowo w pożarach powierzchniowych, niszcząc przy tym siewki sosny. Pinus leiophylla ma zdolność odnawiania z liczących 2-4 lata siewek. Starsze siewki i młode drzewa mogą odnowić się z uśpionych pąków, osłoniętych podczas pożaru przez korę.
Takie cechy jak grubość kory i zrzucanie gałęzi z dolnej części korony również mają wpływ na ograniczanie skutków pożaru, ale mogą mieć inną przyczynę adaptacyjną. Kora P. leiophylla nie jest dostatecznie gruba, aby chronić drzewo przed intensywnym ogniem, co daje mu niskie prawdopodobieństwo przeżycia, pomimo oczyszczania korony. Równocześnie starsze okazy są odporne na mniej intensywne pożary.

## Systematyka i zmienność
Pozycja systematyczna gatunku w obrębie rodzaju Pinus:
- podrodzaj Pinus
  - sekcja Trifoliae
    - podsekcja Australes
      - gatunek P. leiophylla

Wyróżnia się dwie odmiany (przez niektórych botaników traktowane jako podgatunki lub odrębne gatunki):
- Pinus leiophylla var. leiophylla – odmiana typowa, drzewa z reguły wyższe, igły wyrastają głównie po 5 na krótkopędach, liście o szerokości 0,5–0,9 mm, z 4–6 liniami aparatów szparkowych na grzbietowej stronie oraz 2–3 kanałami żywicznymi[20].
Zasięg odmiany obejmuje tereny od wschodniej Sonory po zachodnią część stanu Oaxaca[11].
Synonimy[21]: P. cedrus Roezl, P. comonfortiii Roezl, P. decandolleana Roezl, P. dependens Roezl, P. decandolleana var. dependens (Roezl) Carr., P. gracilis Roezl, P. comonfortiii var. gracilis (Roezl) Carr., P. huiquilucaensis Roezl, P. lerdoi Roezl, P. comonfortiii var. lerdoi (Roezl) Carr., P. monte-allegri Roezl, P. comonfortiii var. monte-allegri (Roezl) Carr., P. verrucosa Roezl, P. decandolleana var. verrucosa (Roezl) Carr., P. lumholtzii Robinson et Fernald var. microphylla Carvajal.
- Pinus leiophylla var. chihuahuana (Engelm.) Shaw – drzewa najczęściej niższe (do 25 m wysokości[11]), igły zebrane na krótkopędach przeważnie po 3, liście o szerokości 0,9–1,3 mm, z 5–8 liniami aparatów szparkowych na grzbietowej stronie oraz 4–6 kanałami żywicznymi[20]. Igły są grubsze, bardziej sztywne[16], jasnozielone[11]. Apofyza szerokojajowata, z drobnym wyrostkiem[11].
Zasięg odmiany obejmuje tereny górskie od południowo-wschodniej Arizony i południowo-zachodniego Nowego Meksyku i ciągnie się na południe wzdłuż Sierra Madre Zachodniej po południową część stanu Zacatecatas[11][10].
Synonimy[22]: P. chihuahuana Engelm., P. leiophylla subsp. chihuahuana (Engelm.) E. Murray.
Z niektórych badań molekularnych nad DNA wynika, że odmiana chihuahuana może być bliżej spokrewniona z sosną opisaną jako odrębny gatunek – Pinus greggii Engelm. ex Parl. – niżeli z odmianą typową leiophylla[23][24].

Obydwie odmiany dzielą ze sobą szereg cech. Jako jedyne sosny meksykańskie z podrodzaju Pinus posiadają wcześnie opadające pochewki liściowe. Obydwie odmiany cechuje także trzyletni okres dojrzewania szyszek, unikatowy dla sosen Ameryki Łacińskiej (chociaż spotykany u Pinus pinea). Posiadają też zdolność do odnowienia ze ściętego pnia (podobnie jak Pinus rigida).

## Ekologia

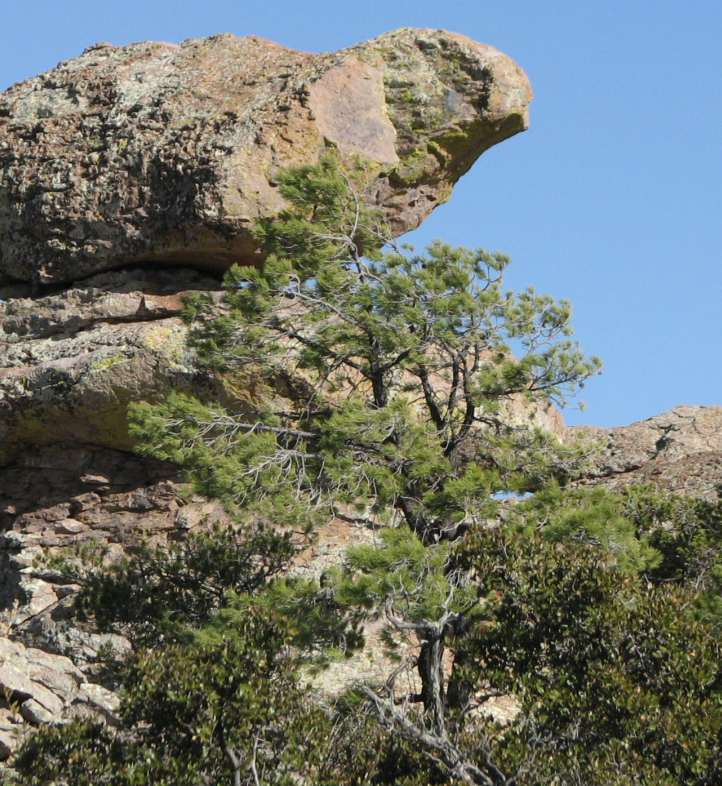
P. leiophylla var. chihuahuana

### Siedlisko
Pinus leiophylla występuje na wysokościach (1600)2200–2750(3000) m n.p.m. (1500–3300 m n.p.m.), gdzie zakres temperatur rozciąga się od –15 do 38 °C. Przeżywa spadki temperatur do -18 °C. Odmiana typowa występuje na terenach subtropikalnych i umiarkowanie ciepłych, bliżej oceanu i na wyższych stanowiskach. Odmiana chihuahuana rośnie bardziej w głębi lądu, zajmując stanowiska suchsze, o klimacie bardziej kontynentalnym.
Pinus leiophylla preferuje gleby o pochodzeniu wulkanicznym. Odmiana chihuahuana rosnąca na stanowiskach dobrze nawodnionych, takich jak niższe stoki lub tarasy aluwialne, osiąga maksymalną produktywność w wieku 80 lat. Na słabszych, suchszych stanowiskach potrzebuje na to 100 lat. Wymaga gleb przepuszczalnych, o odczynie kwaśnym lub neutralnym, toleruje gleby bardzo płytkie.
Rzadko tworzy stanowiska jednogatunkowe, najczęściej występuje razem z innymi gatunkami sosen. W północnym Meksyku rośnie razem z Pinus engelmannii, P. aizonica, P. teocote, P. lumholtzii oraz jałowcami (Juniperus sp.) i dębami (Quercus sp.). W środkowym Meksyku towarzyszą jej: P. montezumae, P. ayacahuite, P. pseudostrobus, P. devoniana, P. patula, jodła Abies religiosa i A. guatemalensis oraz gatunki z rodzajów Juniperus, Arbutus i  Quercus.
Odmiana chihuahuana typowo tworzy mieszane lasy z wiecznie zielonymi drzewami iglastymi oraz dębami. Powyżej tych lasów występuje w mieszanych lasach sosnowych i w lasach sosny żółtej (Pinus ponderosa). Lasy sosnowo-dębowe mają w podszycie wiecznie zielone dęby oraz wzniesione wyżej sosny, w tym P. l. var. chihuahuana i Pinus cembroides. Są to lasy klimaksowe na dużych obszarach południowej Arizony i Meksyku. Odmiana chihuahuana pojawia się jako rozproszone okazy w lasach sosnowych wraz z Pinus arizonica, P. ponderosa subsp. scopulorum oraz P. engelmannii.

### Interakcje międzygatunkowe
Nasiona odmiany chihuahuana zjadane są przez meksykańskie papugi z rodzaju Rhynchopsitta: meksykanę czerwonoczelną (Rhynchopsitta pachyrhyncha) i meksykanę kasztanowoczelną (Rhynchopsitta terrisi).
W lasach dębowo-jałowcowo-sosnowych w południowo-wschodniej Arizonie na insektach sosny chihuahuana i Pinus cembroides żeruje 36 gatunków ptaków.

#### Rośliny pasożytnicze
Pinus leiophylla jest gospodarzem kilku roślin pasożytniczych z rodzaju Arceuthobium:
- Arceuthobium gillii – głównym gospodarzem jest var. chihuahuana. Pasożyt spotykany jest na stanowiskach w Meksyku, na wysokościach poniżej 2200 m. Powoduje dużą śmiertelność drzew w Chihuahua, szczególnie na ubogich, skalistych stanowiskach. Odmiana leiophylla jest równie podatna na infekcje tego pasożyta, jednak rzadziej występuje w jego zasięgu.
- Arceuthobium nigrum – głównym gospodarzem jest przeważnie var. leiophylla, ale bywa także var. chihuahuana. Roślina pasożytuje na wysokościach powyżej 2600 m n.p.m. Potrafi zainfekować 4 różne gatunki drzew na tym samym stanowisku, co jest bardzo rzadkie, np. w Meksyku, w okolicy Zacatlan, Puebla rośnie na Pinus leiophylla var. leiophylla, P. patula, P. teocote i P. pseudostrobus.
- Arceuthobium strictum – głównym gospodarzem jest odmiana chihuahuana. Pasożyt powoduje dużą śmiertelność drzew. Spotykany jest w Meksyku, tylko na południe i zachód od miasta Durango, w Sierra Madre Zachodniej, na wysokościach 2200–2500 m n.p.m.
- Arceuthobium yecorense – głównym gospodarzem jest var. chihuahuana. Pasożyt podawany jest z Meksyku: Chihuahua, Durango, Sonora.

Zainfekowanie Pinus leiophylla przez gatunki z rodzaju Arceuthobium powoduje zmniejszenie tempa wzrostu, zwiększa śmiertelność i redukuje produkcję nasion. Ogólnie gorsza kondycja drzew powoduje, że są bardziej podatne na ataki szkodników i grzybów.
W zasięgu Pinus leiophylla występuje szereg dalszych roślin pasożytniczych z rodzaju Arceuthobium, na które gatunek lub poszczególne odmiany wykazują odporność, pomimo że rosną w pobliżu innych zainfekowanych drzew. Pinus leiophylla var. leiophylla jest odporna na infekcje Arceuthobium abietis-religiosae, A. blumeri, A. durangense, A. globosum subsp. globosum, A. globosum subsp. grandicaule, zaś P. l. var. chihuahuana na infekcje A. divaricatum. Obydwie odmiany są odporne na A. vaginatum subsp. vaginatum, A. v. subsp. cryptopodum oraz A. verticillijlorum.

#### Szkodniki
Istotnym szkodnikiem tego gatunku jest Conophthorus conicolens, chrząszcz z rodziny ryjkowcowatych, który potrafi zniszczyć do 60% szyszek i nasion. Groźnym szkodnikiem jest także Leptoglossus occidentalis, gatunek owada z rzędu pluskwiaków. Na szyszkach tej sosny żerują również owady: Conotrachelus neomexicanus, Dioryctria erythropasa, D. pinicolella, Apolychrosis synchysis, A. ambogonium i gatunki z rodzaju Megastigmus. Do jej szkodników zalicza się także przedstawicieli rodzaju Argyroteania z rodziny zwójkowatych, rodzaju Dendroctonus z rodziny kornikowatych (D. adjunctus, D. approximatus, D. brevicomis, D. frontalis, D. mexicanus, D. parallelicollis, D. valens), Hypsopygia phoezalis z rodziny omacnicowatych, korniki z rodzaju Ips (I. bonanseae, I. integer, I. lecontei, I. mexicanus) oraz Synanthedon cardinalis z rodziny przeziernikowatych.

#### Infekcje grzybowe
Szyszki są wrażliwe na infekcje grzyba Caeoma conigenum Heds. et Hunt.

## Zagrożenia
Międzynarodowa organizacja IUCN umieściła ten gatunek w Czerwonej księdze gatunków zagrożonych i przyznała mu kategorię zagrożenia LC (Least Concern), uznając za gatunek niezagrożony wyginięciem. Liczebność populacji została uznana w 2011 r. za stabilną.

## Zastosowanie
Gatunek ceniony ze względu na drewno wysokiej jakości, wykorzystywane w budownictwie, na podkłady kolejowe i jako drewno opałowe. Z odmiany var. chihuahuana pozyskiwana jest żywica. Sosna ta sadzona jest także na terenach zdegradowanych i zagrożonych erozją.